# Marie de Breuillet
Marie de Breuillet, död 1119, var en fransk adelskvinna. Hon var älskarinna till den framtida Ludvig VI av Frankrike och mor till Isabelle de France. Hon var dotter till en adlig hovfunktionär. Förhållandet avslutades när tronföljaren gifte sig med Lucienne de Rochefort 1104 och Marie gick då tillfälligt i kloster, men gifte sig senare med en adelsman och fick två söner. 